# Колони (Тексас)
Колони (енгл. The Colony) град је у америчкој савезној држави Тексас. По попису становништва из 2010. у њему је живело 36.328 становника.

## Демографија
Према попису становништва из 2010. у граду је живело 36.328 становника, што је 9.797 (36,9%) становника више него 2000. године.
| Група             | 2000.          | 2010.          |
| Белци             | 20.552 (77,5%) | 22.502 (61,9%) |
| Афроамериканци    | 1.375 (5,2%)   | 2.960 (8,1%)   |
| Азијати           | 447 (1,7%)     | 2.116 (5,8%)   |
| Хиспаноамериканци | 3.519 (13,3%)  | 7.684 (21,2%)  |
| Укупно            | 26.531         | 36.328         |